# Ein Ferienhaus auf Ibiza
Ein Ferienhaus auf Ibiza ist ein deutscher Fernsehfilm von Marco Serafini aus dem Jahr 2008. Der auf Ibiza gedrehte Film erlebte am 29. Februar 2008 auf dem Ersten seine Fernsehpremiere.

## Handlung
Auf Einladung ihrer Mutter Greta reist Scheidungsanwältin Henriette mit ihrem Mann Torsten nach Ibiza, wo sie im Ferienhaus ihrer Eltern einen erholsamen zehntägigen Urlaub verbringen will. Kurze Zeit später kommen jedoch auch ihre Schwester Karla mit Tochter Lucy und ihr Bruder Max an. Die Geschwister sind untereinander verfeindet, seit es zum letzten Weihnachtsfest einen großen Familienstreit gab. Karla bezeichnete Henriette als geldgierige Frau, die am Unglück anderer Menschen verdiene. Henriette nannte Kinderbuchübersetzerin Karla eine Verliererin. Koch Max wiederum hatte von Henriette 30.000 Euro erhalten, um sich ein eigenes Restaurant aufbauen zu können, musste aber Konkurs anmelden. Er steht dadurch auch im Konflikt mit seinem Vater Herbert, der seit 30 Jahren erfolgreich ein eigenes Restaurant führt.
Ehe die Geschwister noch rätseln können, warum sie sich alle drei am Ferienhaus treffen, erscheint Greta. Sie erklärt ihnen, dass ihr Vater seine Kinder zu enterben plane. Er will das Restaurant verkaufen und das Geld an eine Stiftung geben. Grund sei seine maßlose Enttäuschung über das Verhalten seiner Kinder beim letzten Weihnachtsfest. Herbert wird am nächsten Tag auf Ibiza landen, da er mit Greta den 44. Hochzeitstag begehen will. Greta hofft, dass es den Kindern bis dahin gelingt, sich auszusöhnen und so vor dem Vater einen guten Eindruck zu machen. Dann, so sagt sie, werde er seinen Plan schnell rückgängig machen.
Die Fronten jedoch sind verhärtet und der Streit zwischen den Geschwistern flammt immer wieder auf. Henriette packt schließlich die Sachen und will mit Torsten in ein Hotel am anderen Ende der Insel ziehen, als Herbert am Ferienhaus ankommt. Er freut sich, seine Kinder versammelt zu sehen, und so bleibt Henriette notgedrungen. Die Spannungen wachsen jedoch in der Folgezeit immer mehr, da der egozentrische Herbert an allen Kindern etwas auszusetzen hat, so wirft er Karla ihre laxen Erziehungsmethoden vor und ist mit den Kochkünsten seines Sohnes nicht zufrieden. Nur in Henriette sieht er die Frau mit dem perfekten Leben, doch täuscht er sich. Karla hat Torsten zufällig mit einer fremden Frau in einem Hotel gesehen und dies Henriette angedeutet. Sie folgt Torsten daraufhin heimlich und sieht ihn mit der Blondine. Sie stellt ihn im Ferienhaus zur Rede und er gibt zu, eine flüchtige Affäre mit seiner Kollegin Anja zu haben, die ihm heimlich nach Ibiza gefolgt sei. Henriette wirft ihn aus dem Haus. Obwohl Torsten bald erkennt, dass Anja nicht die Richtige für ihn ist und er seine Frau nicht aufgeben will, kann er sie nicht umstimmen. Als er behauptet, Anja nur kurze Zeit zu kennen und auch nur sehr selten getroffen zu haben, legt Henriette ihm seine Handyrechnung der letzten zwei Jahre vor, auf dem sie die zahlreichen Anrufe bei Anja markiert hat. Ihre Ehe ist damit vorbei.
Karla hat auf Ibiza den Tierarzt Pedro kennengelernt, bei dem sie einen aufgefundenen verletzten Streuner in Behandlung gegeben hatte. Sie beginnt mit Pedro eine vorsichtige Affäre, bricht sie jedoch ab, als sie glaubt, Pedro sei nur auf einen Urlaubsflirt aus. Erst als sie erkennt, dass sie ihm tatsächlich etwas bedeutet, gibt sie ihrer Beziehung eine Chance. Die Ehe von Greta und Herbert wiederum wird prompt am 44. Hochzeitstag auf die Probe gestellt. Greta bittet Herbert, dass er Max unter die Arme greift, der trotz großer Bemühungen keinen beruflichen Erfolg hat. Herbert verweigert seine Hilfe und Greta ist über die egozentrische Art ihres Mannes so entsetzt, dass es zum Ehekrach kommt. Erst jetzt beginnt Herbert umzudenken. Er geht auf seine Kinder zu und am Ende finden sie zusammen. Max wird Herberts Restaurant als Küchenchef übernehmen, Herbert und Henriette werden sich um die rechtlichen Fragen und die Abrechnungen kümmern, während Karla unter anderem die Speisekartenübersetzung übernehmen wird. Herbert stellt fest, dass die Familie jedes Jahr eine Ferienreise unternehmen sollte, doch schon bei der Suche nach den möglichen zukünftigen Reisezielen kommt es zu neuen Streitigkeiten.

## Kritik
Für den film-dienst war Ein Ferienhaus auf Ibiza ein „humorvoller, zugleich nachdenklich stimmender (Fernseh-)Familienfilm, der nach erheblichen Turbulenzen Werte wie Vertrauen, Liebe und Solidarität beschwört.“
„Manchmal tropft Schmalz durch die Ritzen, aber einige Verwicklungen und gewitzte Dialoge heben die Sache über das Niveau des Degeto-(Freitags-)Kitschees“, befand die TV Spielfilm.